# Високово (Митищинський міський округ)
Високо́во (рос. Высоково) — присілок у складі Митищинського міського округу Московської області, Росія.

## Населення
Населення — 123 особи (2010; 79 у 2002).
Національний склад (станом на 2002 рік):
- росіяни — 88 %